# 플로리안 바너
플로리안 바너(독일어: Florian Wanner, 1978년 2월 2일~)는 독일의 전직 유도 선수이다. 2000년 하계 올림픽과 2004년 하계 올림픽에 참가했고 세계 선수권 대회 금메달 1개, 유럽 선수권 대회 동메달 1개를 획득했다.